# لئون، نیکاراگوئه
لئون (به اسپانیایی: León; تلفظ اسپانیایی: [leˈon]) یک شهر در نیکاراگوئه است که در بخش لئون واقع شده‌است.

## خصوصیات
لئون ۵۹۱٫۰۷ کیلومتر مربع مساحت و ۲۱۰٬۶۱۵ نفر جمعیت دارد و ۸۶ متر بالاتر از سطح دریا واقع شده‌است.

## خواهرخوانده
شهرهای هامبورگ، زالتسبورگ، تامپره و لئون، گوآناخوآتو خواهرخوانده‌های لئون، نیکاراگوئه هستند.

## نگارخانه

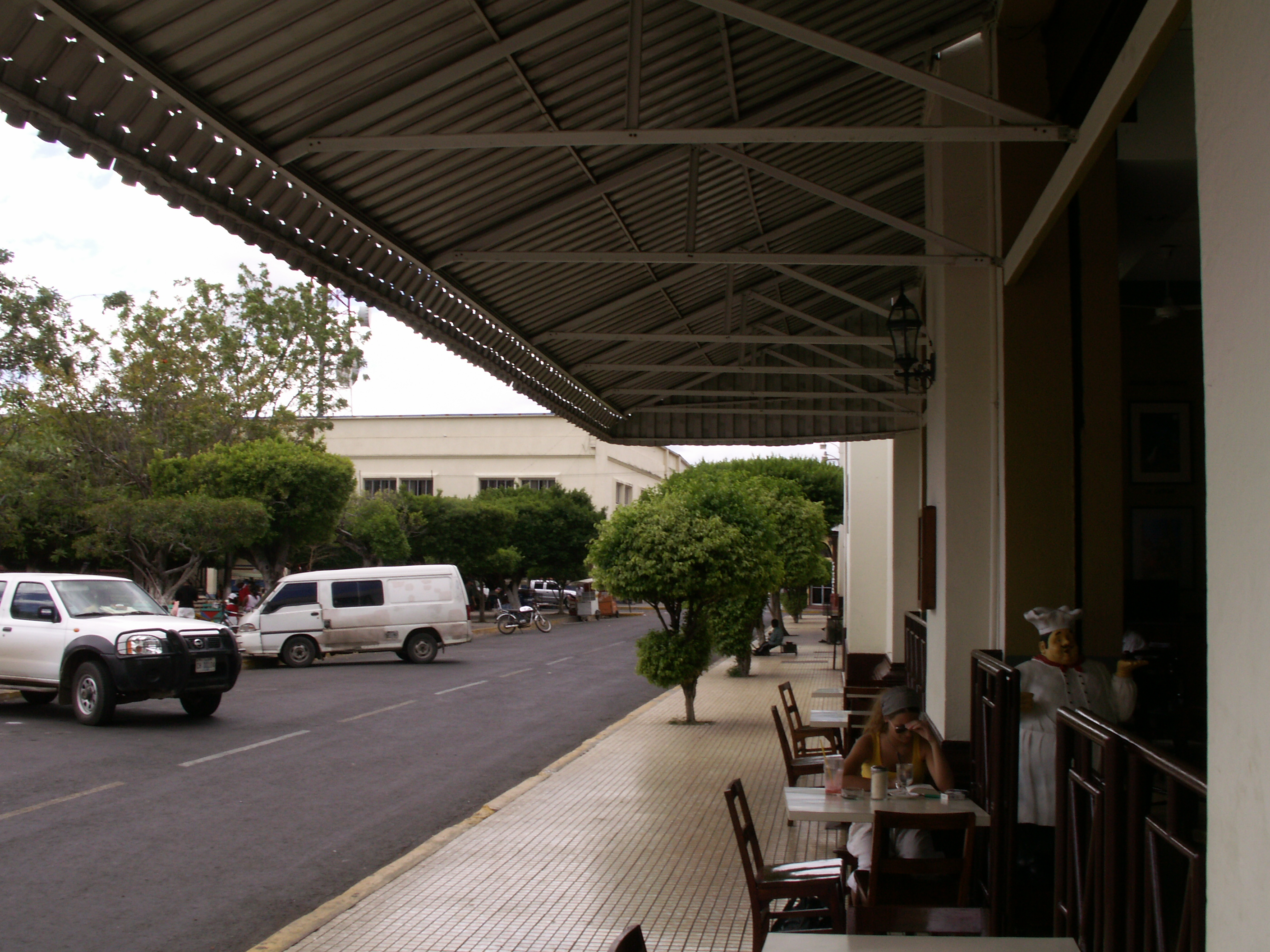
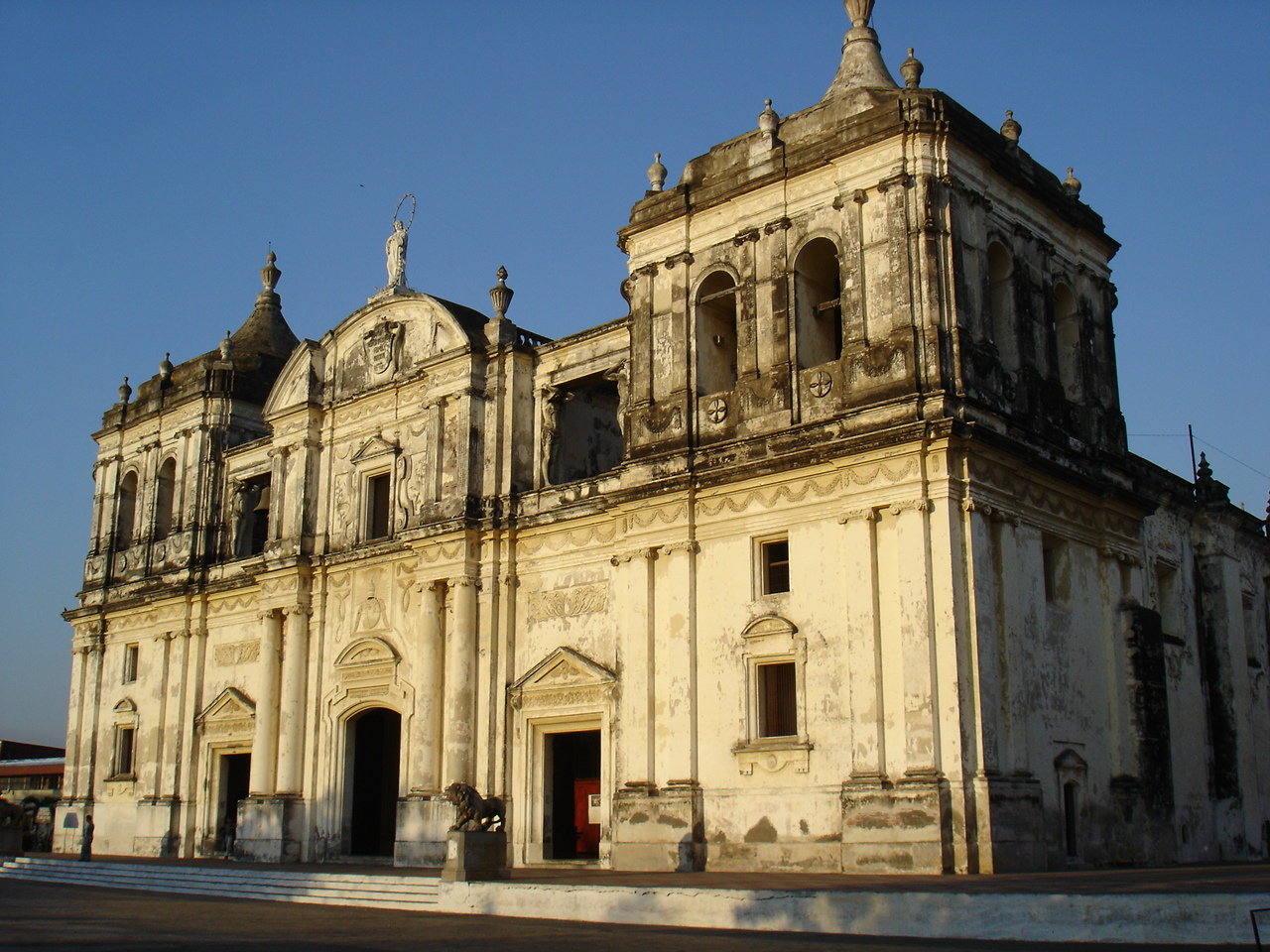
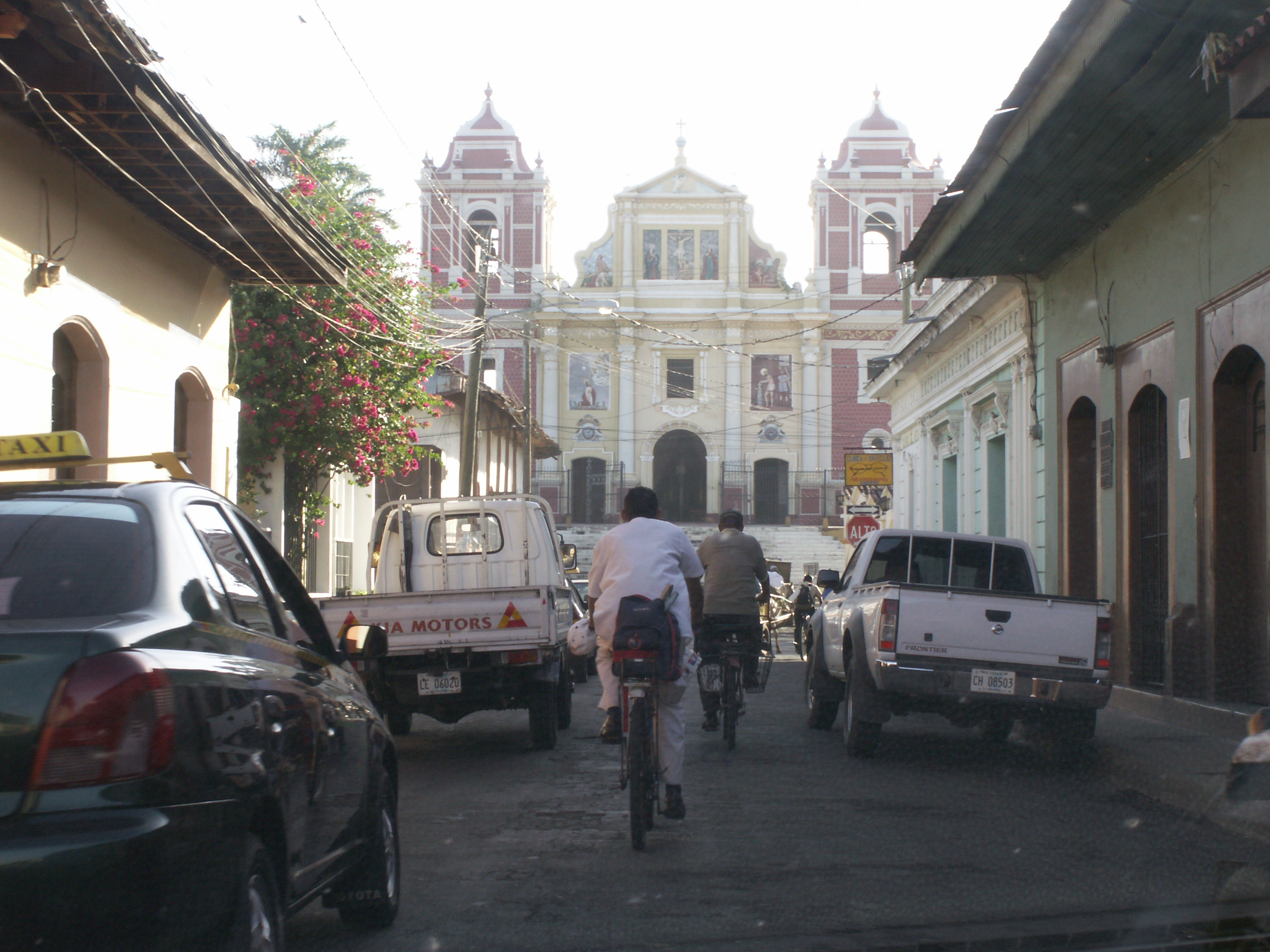
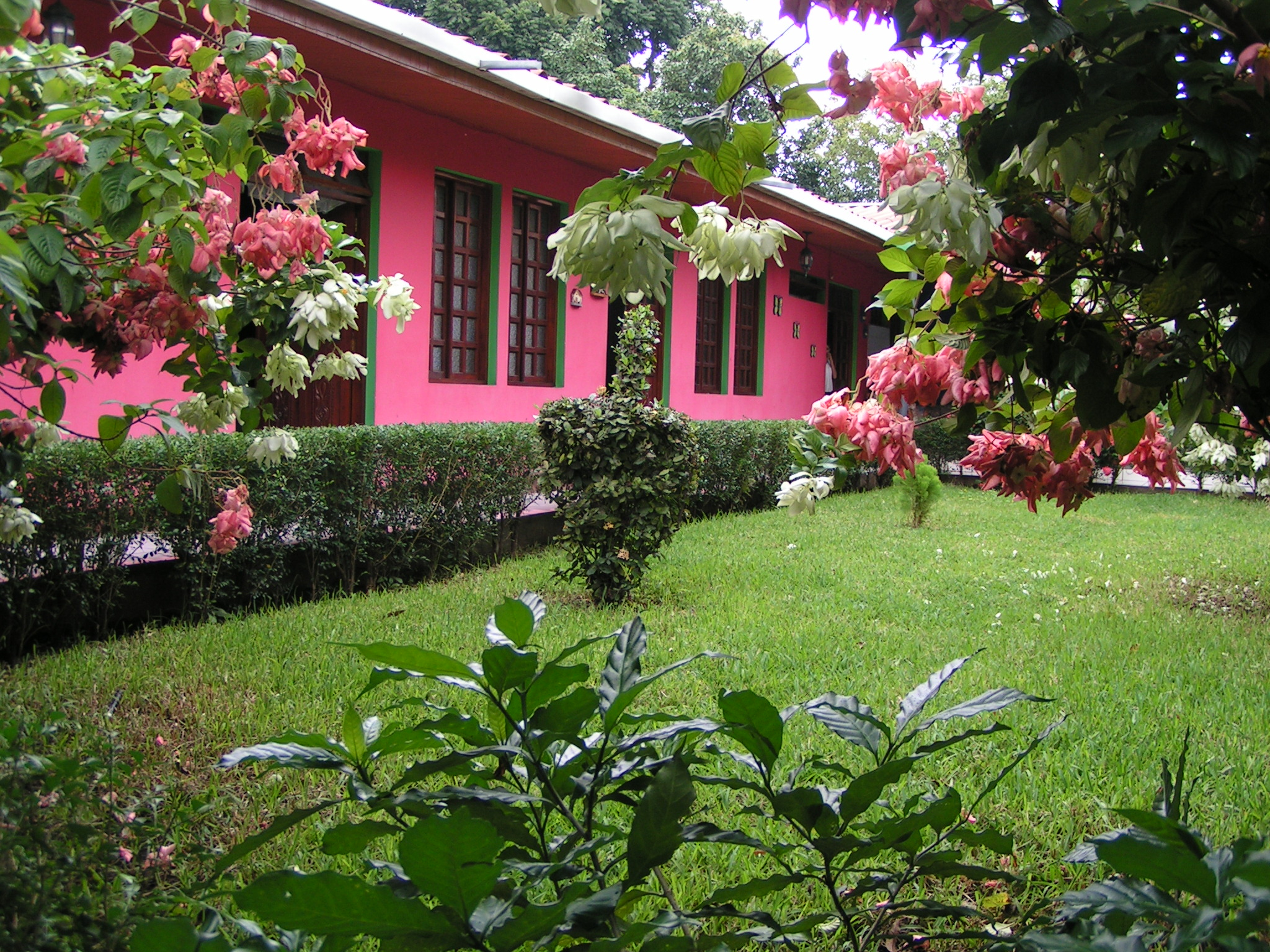
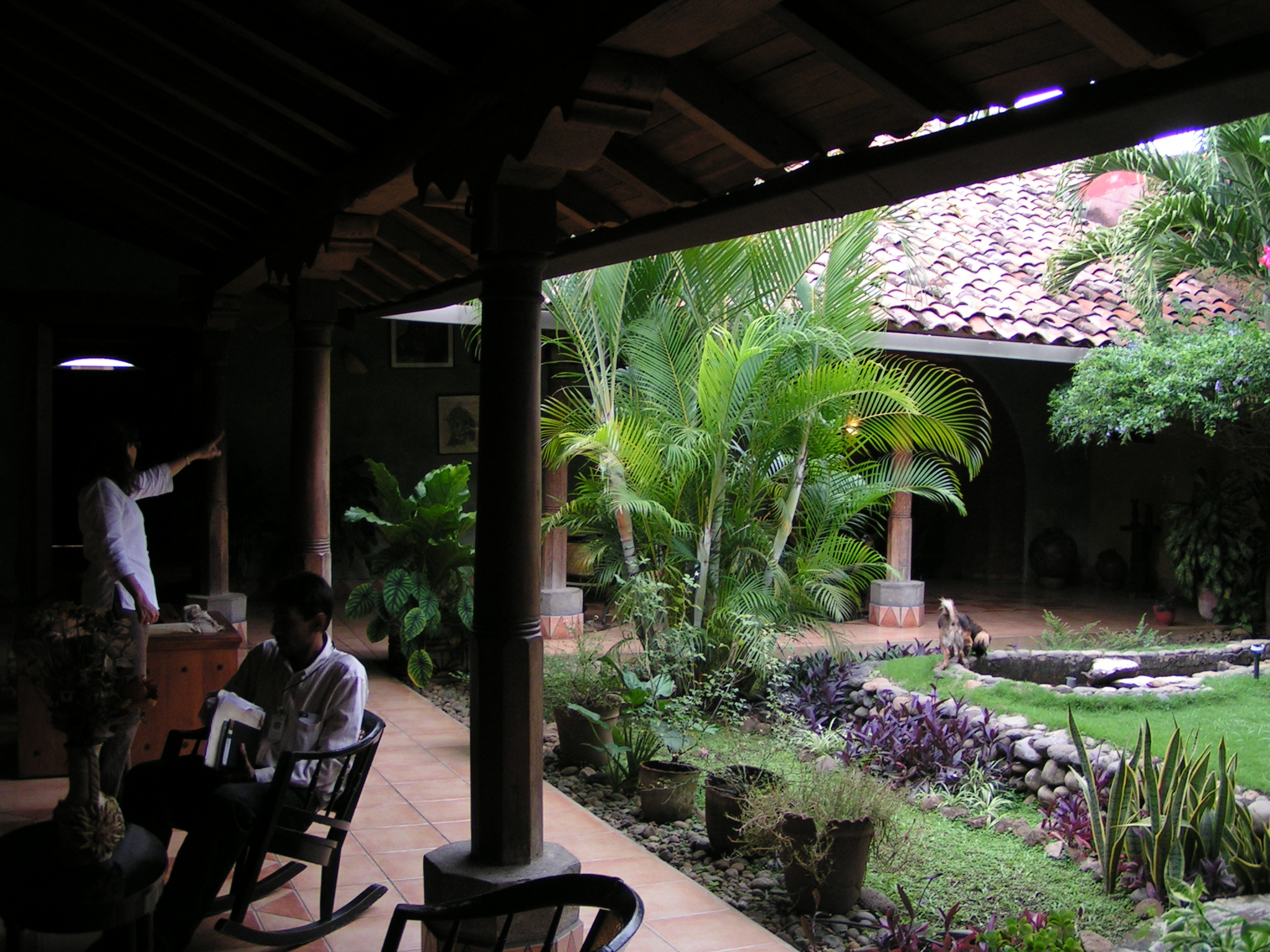
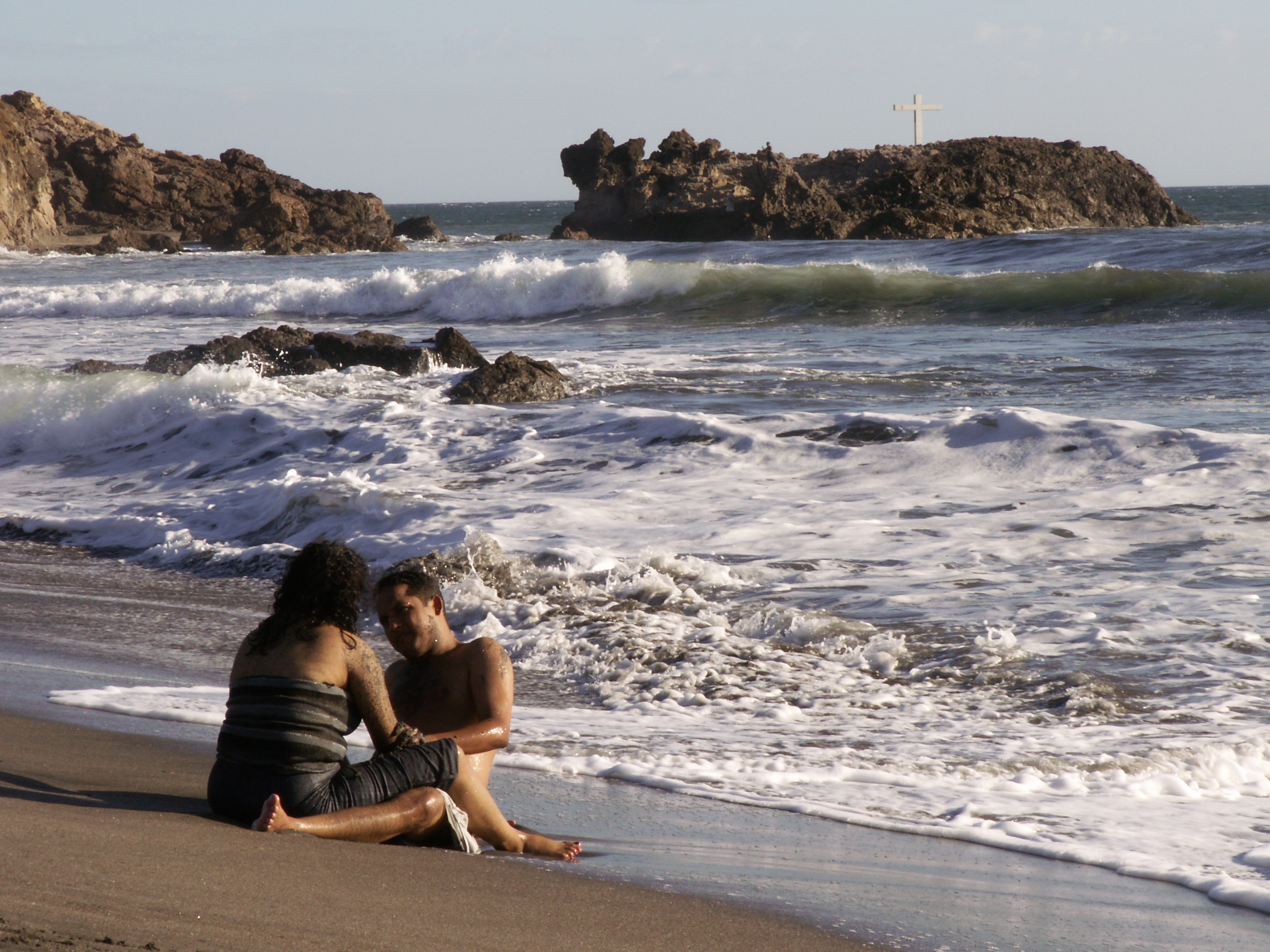
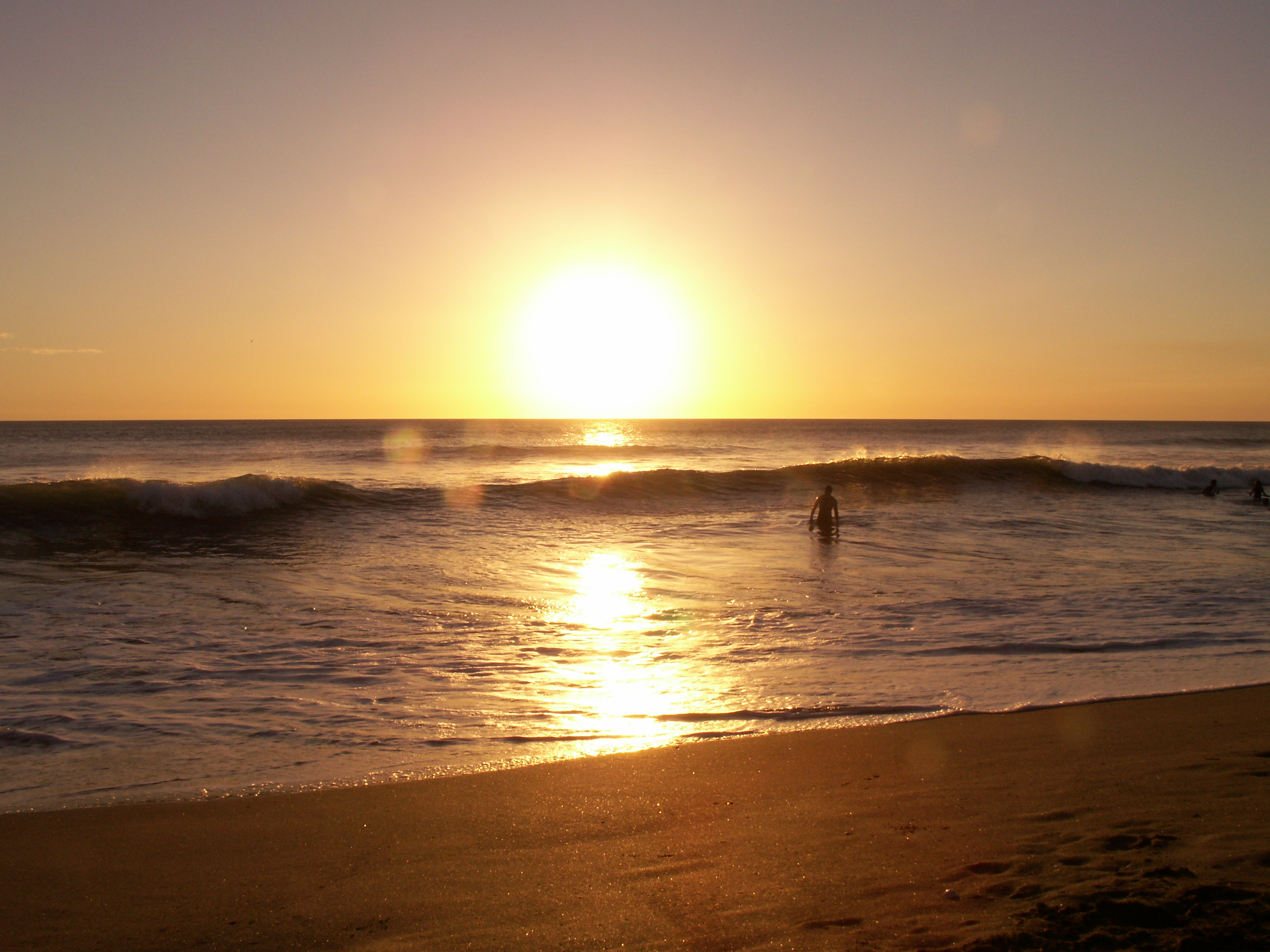
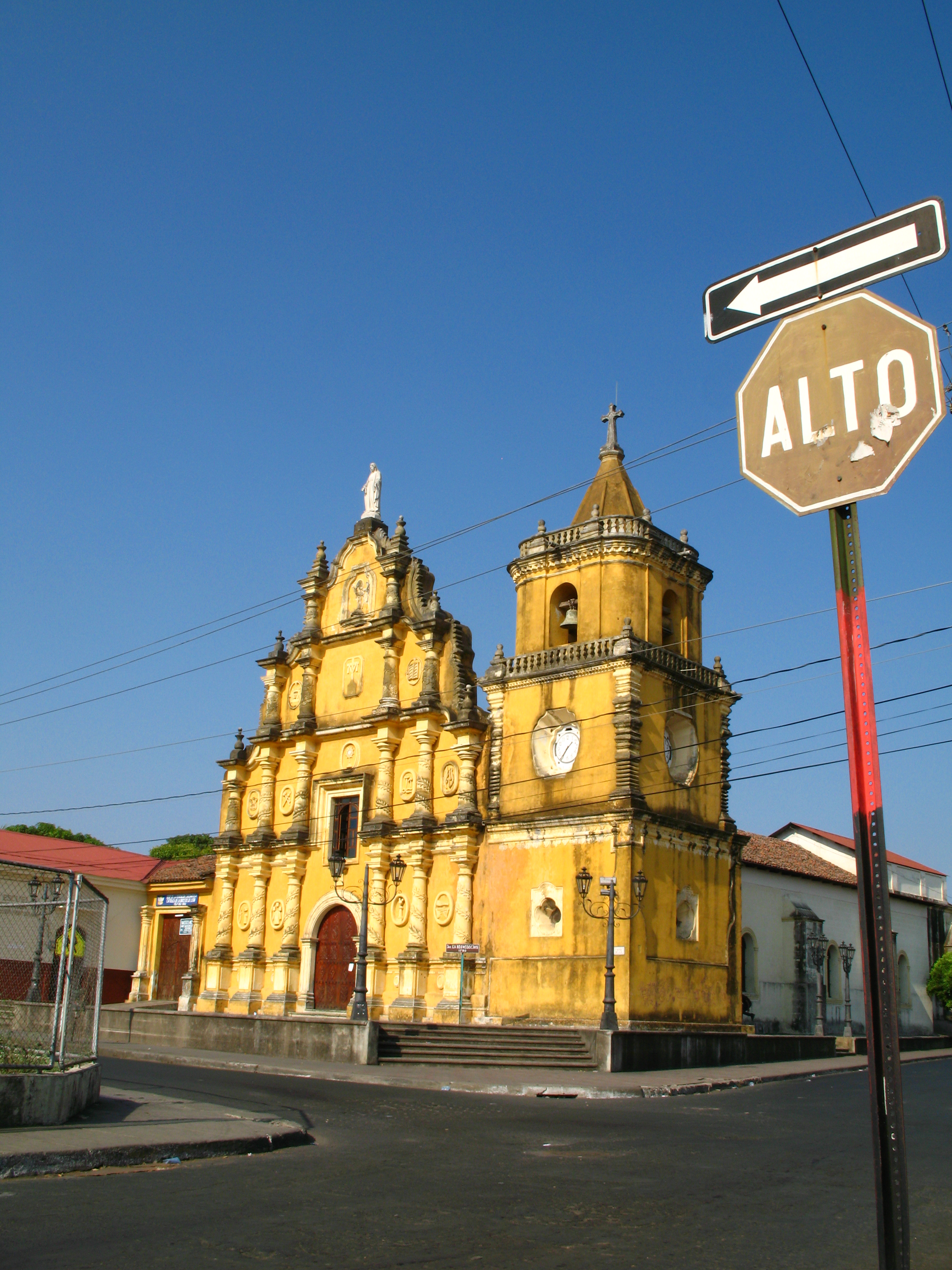